# Nature's Valley

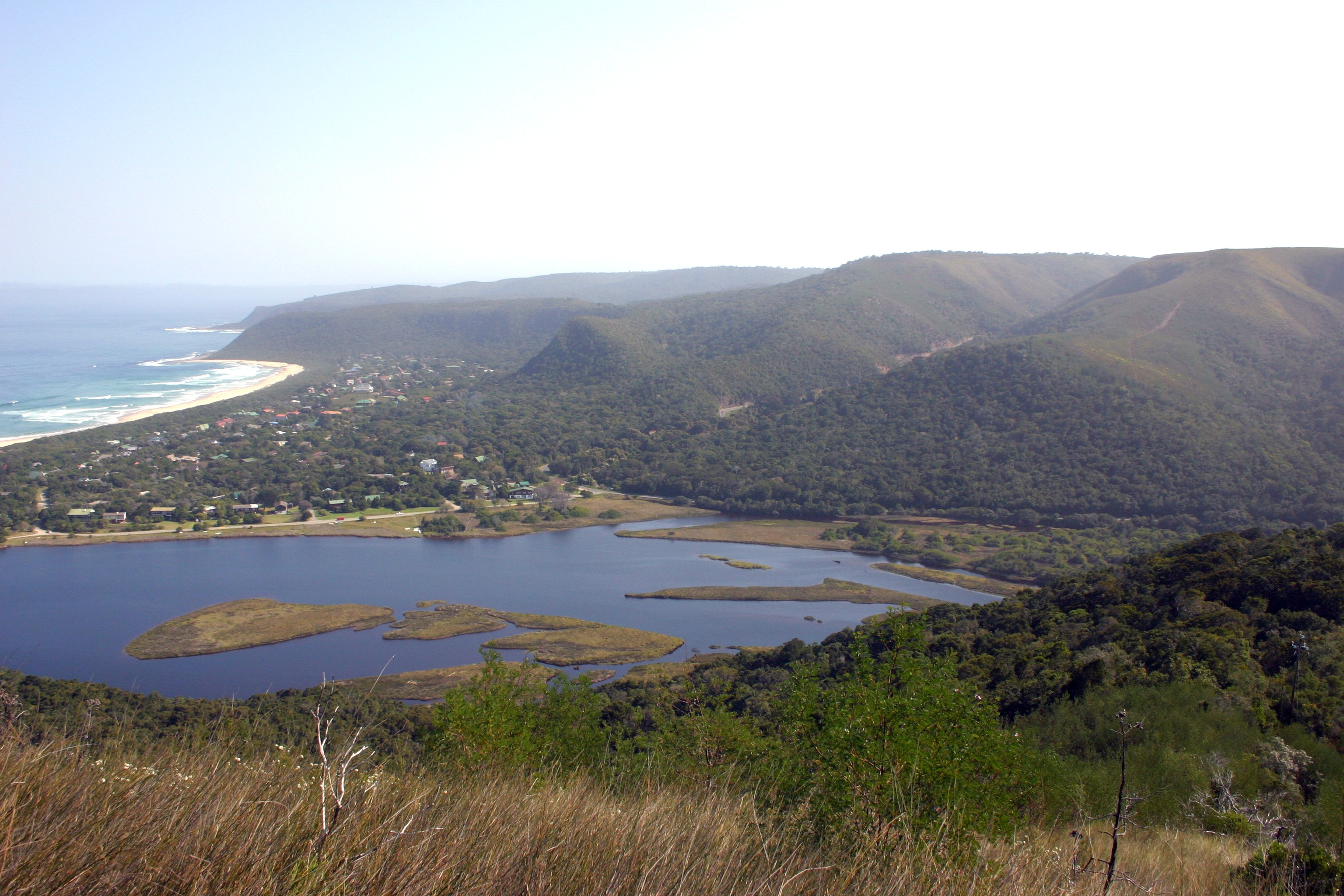
Nature's Valley e a lagoa do rio Groot.

Nature's Valley é uma localidade e estância de férias na província do Cabo Ocidental, na chamada Garden Route ao longo da costa sul da África do Sul, entre Soutrivier, o sopé das montanhas Tsitsikamma, o oceano Índico e a lagoa do rio Groot. Tem um clima agradável e é rodeada pelo Parque Nacional Tsitsikamma. 